# آنتونیو نارسیسو
آنتونیو نارسیسو (انگلیسی: Antonio Narciso؛ زادهٔ ۱ اکتبر ۱۹۸۰) بازیکن فوتبال اهل ایتالیا است.
از باشگاه‌هایی که در آن بازی کرده‌است می‌توان به باشگاه فوتبال فوجا، باشگاه فوتبال تریستیانا، باشگاه فوتبال مودنا، و باشگاه فوتبال باری اشاره کرد.